# 設計研究
設計研究是從研究到設計過程中的設計方法。
設計研究最初是用來啟發與導入設計的開發工作。但現在已經擴大了涵義，也就是說，設計研究不只可以發生在設計前，也可以發生在設計中，或設計之後。此方法包括有關設計和前後行為之間的關聯性，也包括了以研究為基礎的設計產出，廣義的來說，設計研究就是了解與改善設計流程和最終結果的作法。主要應用在產品設計領域，次要領域則可涵蓋任何範圍，如服務設計，介面設計，環境設計等等專業領域。

## 歷史

### 領域確認
設計研究是在1960年代開始成為一個確認的研究領域，最初可找到的文獻是1962年由約翰·克里斯多佛·瓊斯與索恩立（DG. Thornley）兩位學者在英國牛津的設計方法研討會上定下來的名稱。1966年，瓊斯JC教授在英國成立了設計研究協會（DRS），並在英國曼徹斯特學院的科技系中提供博士後學生一個研究室進行研究。同一時期，隆納得·布魯斯·阿瑟（Leonard Bruce Arche）也在皇家藝術學院當中，成立了設計研究博士後課程，阿瑟同時也是第一位正式掛名設計研究領域的學術教授。
設計研究協會與設計研究領域的推動息息相關，他的目標是「在各領域設計過程當中，提供相關學習與研究」（to promote the study of and research into the process of designing in all its many fields）該學會將設計研究推動成一個具體的學術團體和獨立領域，也使它在廣泛設計的範圍當中產生了影響力。
世界二次大戰之後，運籌學方法和管理決策技術方法，開始影響了設計研究，兩者的理論漸漸出現了交叉的參用，例如設計研究開始導入了一些新的決策訂定方法，而運籌學開始使用一些設計層面的技術，而1950年代的創意發展理論和電腦軟體解問，也影響了設計研究的架構和操作流程。美國知名跨領域通才型學者，同時也是諾貝爾經濟學獎得主赫伯特·西蒙將設計研究定義為「科學般的設計」（a science of design），並敘述其內涵為：「設計發展過程中艱難的智慧抉擇與分析，部份仰賴形式，部份仰賴經驗，但都可以教學的方法傳遞」（a body of intellectually tough, analytic, partly formalizable, partly empirical, teachable doctrine about the design process）。

### 1980年代之後
早期的設計研究範疇集中在建築和工業設計較多， 1980年代之後，透過ICED研討會（International Conferences on Engineering Design）的開展，設計研究開始進入機構工程的主題，且在德國與日本兩個國家有較多的討論。美國關於設計研究理論與方法，在這一時期也有發展，組織方面有設計方法協會（DMG：Design Methods Group），研討會方面有環境設計研究協會（EDRA：Environmental Design Research Association）等。美國國家科學基金會提倡設計理論和方法的小組也在1980年代晚期開始蓬勃成長，最顯著的是促成了設計研究期刊的發行。整體來說自1979年成立設計研究協會以來，1984年第一次有學術論文期刊《設計議題》（Design Issues），接著在1989年開始有工程設計類別的設計研究案。
設計研究的發展與近代設計領域蓬勃發展也大有關係，由於近代設計已經在學術界形成良好的學風，導致人們也漸漸可以接受，設計有其獨特的基礎，需用獨特方式進行研究，阿瑟的觀點與信念，在今日設計研究發展中，依然屹立不搖，設計研究是「存在於」設計師之間的思考與交流。是兩個不同的領域，也就是科學方法和學術研究混合出來的方式。用以解決設計創意路上會遇到的問題。英國設計方法論學者尼格·克羅斯（Nigel Cross）的書籍《設計師認知法》（Designerly Ways of Knowing）將這一觀點相關的論文收集了很多。
值得注意的是，美國知名思想家唐納德·舍恩以一本書《實踐者的反思》（The Reflective Practitioner）挑戰了西蒙的論點中的技術層面問題，該書企圖尋求並建立一種實踐的藝術，可以從直觀的過程中去認識隱含的論點。可以幫助設計和其他從業人員，深入反思設計研究發展過程中的不確定性，不穩定性，獨特性與價值衝突的真相。。

### 2000年之後
2000年之後，設計研究逐漸進入成熟時期，且因科技產業發達，許多互動設計的案例中，也導入了不同的設計研究方法。這一時期也開始有了設計研究博士課程。而且許多知名的藝術學校也陸續開設了相關的系所，新的期刊如設計領域類別雜誌的發展，也是重要的推手。知名期刊包括《設計期刊》（The Design Journal）、《設計研究日誌》（the Journal of Design Research）以及《設計合作》（CoDesign）.
關於設計研究的研討會與相關協會也漸漸變多了，如設計思考研討會，設計研究論文發表研討會，設計電機與認知學研討會，設計與情感研討會等等。這使得設計研究跨入國際化階段，從西方到東方，組織部份，如亞洲設計研究分會成立於2005年，且2012年設計研究研討會在曼谷舉辦等等。

## 參看
- 設計研究協會（Design Research Society）

## 相關閱讀
- Bayazit, N (2004) 'Investigating Design: A Review of Forty Years of Design Research', Design Issues, 20 (1), 16-29
- Cross, N (ed.) (1984) Developments in Design Methodology, Chichester, UK: John Wiley & Sons Ltd.
- Höger, H (ed.) (2008) Design Research: Strategy Setting to Face the Future, Milan, I: Abitare Segesta.
- Koskinen, I, Zimmerman, J, Binder, T, Redström, J, Wensveen, S (2011) Design Research Through Practice: From the Lab, Field, and Showroom, Waltham, MA: Morgan Kaufmann.
- Krippendorff, K (2006) 《語意學轉向》雜誌出版The Semantic Turn, Boca Raton, FA: CRC Press, Taylor & Francis Group.
- Laurel, B. (2003) Design Research: Methods and Perspectives, Cambridge: M.I.T. Press.
- 管倖生，2010年12月16日，《設計研究方法(第三版)》，全華圖書出版，ISBN 9789572179062。

## 外部連結
- 設計研究協會官網 （页面存档备份，存于）
- 北歐設計研究研討會官網 （页面存档备份，存于）
- 北歐設計研究者的社群網站 （页面存档备份，存于）
- 瑞典Interactive Institute發行的設計研究期刊 （页面存档备份，存于）
- 設計管理協會官網